# Hajduki Nyskie
Hajduki Nyskie, également connu sous le nom allemand Heidau, est un village de la voïvodie d'Opole, dans le sud de la Pologne.